# Camarões nos Jogos Olímpicos de Inverno de 2002
Camarões participou dos Jogos Olímpicos de Inverno de 2002 em Salt Lake City, nos Estados Unidos. Foi a primeira participação do país em Jogos Olímpicos de Inverno. Seu único representante não conquistou medalhas.

## Desempenho

### Esqui cross-country
| Atleta        | Evento                          | Qualificatória | Qualificatória | Quartas-de-final | Quartas-de-final | Semifinal   | Semifinal   | Final       | Final       |
| Atleta        | Evento                          | Tempo          | Pos.           | Tempo            | Pos.             | Tempo       | Pos.        | Tempo       | Pos.        |
| ------------- | ------------------------------- | -------------- | -------------- | ---------------- | ---------------- | ----------- | ----------- | ----------- | ----------- |
| Isaac Menyoli | Velocidade individual masculino | 4:10.07        | 66º            | Não avançou      | Não avançou      | Não avançou | Não avançou | Não avançou | Não avançou |

| Atleta        | Evento                          | 10 km Clássico | 10 km Clássico | 10 km Livre | 10 km Livre | Total       | Total       |
| Atleta        | Evento                          | Tempo          | Pos.           | Tempo       | Pos.        | Tempo       | Pos.        |
| ------------- | ------------------------------- | -------------- | -------------- | ----------- | ----------- | ----------- | ----------- |
| Isaac Menyoli | Perseguição combinada masculina | 45:40.3        | 80º            | Não avançou | Não avançou | Não avançou | Não avançou |

Legenda
| Recorde mundial      | Recorde mundial (World record)               |                       | Recorde africano                      | Recorde africano (African) |                                           | Q | Classificado por posição (Qualified) |
| Recorde olímpico     | Recorde olímpico (Olympic record)            | Recorde da América    | Recorde da América (Americas)         | q                          | Classificado por melhor tempo (Qualified) |   |                                      |
| Melhor marca do ano  | Melhor marca do ano (World leading)          | Recorde asiático      | Recorde asiático (Asian)              | DNS                        | Não largou (Did not start)                |   |                                      |
| Recorde nacional     | Recorde nacional (National record)           | Recorde europeu       | Recorde europeu (European)            | DNF                        | Não terminou (Did not finish)             |   |                                      |
| Recorde pessoal      | Recorde pessoal do atleta (Personal best)    | Recorde da Oceania    | Recorde da Oceania (Oceania)          | DSQ / DQ                   | Desclassificado (Disqualified)            |   |                                      |
| Recorde da temporada | Recorde da temporada do atleta (Season best) | Recorde sul-americano | Recorde sul-americano (South America) | NM                         | Sem marca (No mark)                       |   |                                      |